# Dos Palos Y
Dos Palos Y es un lugar designado por el censo ubicado en el condado de Merced en el estado estadounidense de California. En el año 2010 tenía una población de 323 habitantes.

## Geografía
Dos Palos Y se encuentra ubicado en las coordenadas 37°2′54″N 120°38′7″O / 37.04833, -120.63528.